# Rajská zahrada (stanice metra)
Rajská zahrada (zkratka RZ) je stanice pražského metra. Nachází se v Praze 14, na sídlišti Černý Most I., mezi ulicemi Chlumecká a Cíglerova. Zprovozněna byla 8. listopadu 1998, na trase linky B, v etapě IV. B. Pracovní název stanice byl Černý Most I.
Od dubna 2024 je stanice lávkami pro pěší spojena s železniční zastávkou Praha-Rajská zahrada.

## Název
Název Rajská zahrada nesla v 80. letech 20. století zastávka autobusů na trase do (z) Horních Počernic (č. 221, 222, 223, 512), nalézající se na Chlumecké ulici, poblíž dnešní stanice metra. Původně byl název odvozen od sadu, situovaného v její blízkosti, za vedlejší železniční tratí, v dnešní zahrádkářské osadě v Borské ulici.
Začátkem 90. let dostala tentýž název –⁠ Rajská zahrada (podle tamější Rajské zahrady) autobusová zastávka linky č. 135 na Žižkově, která do té doby nesla název Ústřední rada odborů. Stávající zastávce autobusů na Chlumecké ulici byl název změněn –⁠ na Svatojánskou.
Se zahájením provozu trasy metra B směrem na (z) Černý Most, v roce 1998, došlo k dalším změnám. Zastávka autobusu na Žižkově (do té doby Rajská zahrada) byla opět přejmenována, a to na stanici Náměstí Winstona Churchilla, a název Rajská zahrada definitivně dostala, kromě nové stanice metra, i přilehlá autobusová zastávka, v Cíglerově ulici (na Černém Mostě I.), do té doby s označením Hejtmanská (v jednom směru byla jen přejmenována v druhém byla i posunuta do blízkosti stanice metra a vedlejší autobusová zastávka Bouřilova byla zrušena). Autobusová zastávka Svatojánská na Chlumecké ulici byla zrušena.

## Charakteristika
Rajská zahrada je povrchovou stanicí, hloubka jejího umístění pod povrchem, směrem od Chlumecké silnice, je 8 metrů, z Cíglerovy je v úrovni ulice. Stavba má zcela atypické provedení, protože jednotlivé koleje jsou zde umístěny nad sebou. Za stanicí se koleje v obou směrech opět srovnají do stejné výše, a jdou vedle sebe. Ve směru do Hloubětína pokračují dál pod zemí, ve směru na Černý Most jsou uloženy v povrchovém tubusu. Nástupiště jsou také nad sebou, na téže, jižní straně (směrem do sídliště, k Cíglerově ulici). Spodní nástupiště (pro směr ke konečné stanici trasy B –⁠ Černý Most) je bez sloupů, horní (pro směr do centra města, s konečnou stanicí Zličín) je se sloupy, obě mají výstupy po stranách. Nad oběma nástupišti (včetně třetího –⁠ obchodního patra) se na mohutných, kulatými otvory „perforovaných“ ocelových nosnících klene velká prosklená stěna.
Viditelná část stavby –⁠ včetně tubusu metra –⁠ má pak tvar válce, zasazeného jednou polovinou šikmo do země. Povrchové provedení kostry konstrukce této stanice je celé v tmavomodré barvě, doplněné bílými akcenty, se žlutými informačními prvky. Sousední (přiléhající na západě) provozní budova, spolu se zdaleka viditelným větracím komínem (označeným logem metra), má stejné, modrobílé povrchové provedení, v „námořnickém stylu“ (včetně kulatých „kajutových“ prvků –⁠ průhledů). Znak metra je umístěn i v dlažbě před budovou.
Stanice není přestupní a nemá výtah, protože se nachází v uliční úrovni. Vestibul má bezbariérový přístup. Z uliční úrovně do úrovní obou nástupišť je přístup umožněn pevnými šikmými nájezdy a sjezdy na obou koncích nástupišť.
Celá stanice, která je v této oblasti velmi výraznou stavbou, má tři podlaží: ve spodních dvou jsou nástupiště, horní –⁠ třetí patro –⁠ slouží provozovnám obchodů a služeb a je odtud východ k Chlumecké ulici a k lávce k železniční zastávce Praha-Rajská zahrada. Horní dvě patra jsou řešena jako balkóny, ze všech podlaží je průhled ven, do okolní zástavby. 

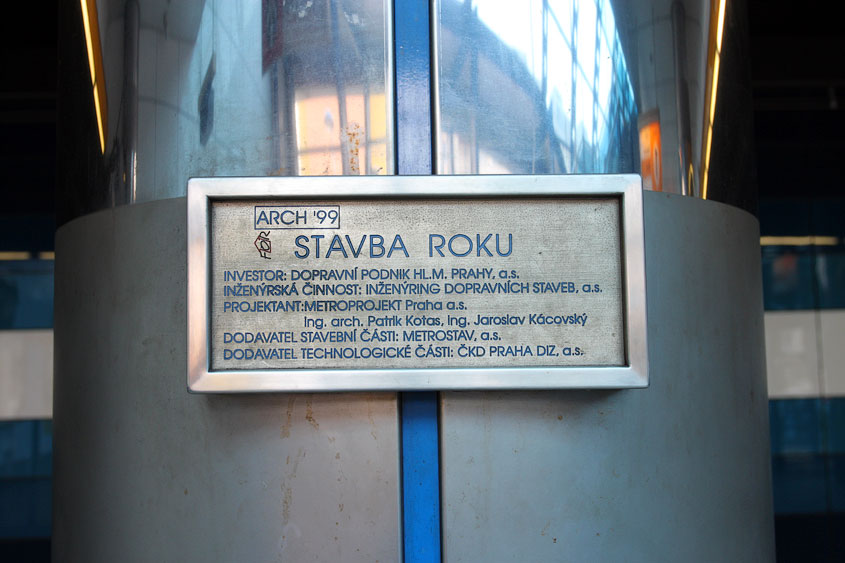
Plaketa Stavby roku

Autory návrhu řešení stavby (s generálním projektantem Metroprojekt Praha, a.s) jsou Ing. arch. Patrik Kotas a  Ing. Jaroslav Kácovský. Stanice Rajská zahrada byla, díky svému unikátnímu architektonickému ztvárnění, vyhlášena českou Stavbou roku 1999. Design, zvolený pro tuto stanici, architekt Kotas později použil i u tramvajové trati Hlubočepy – Sídliště Barrandov.
Dlouhý nadzemní tubus, vedoucí mezi stanicemi Rajská zahrada a Černý Most, je v horní části přístupný, vede po něm promenáda pro pěší a funkční stezka pro cyklisty. Návaznou dopravou ke stanici metra jsou autobusy v Cíglerově ulici.
Přístup ke stanici metra je zajištěn také pomocí nové lávky, vedoucí z ulice Borská (z oblasti Na Hutích, kde je umístěna nová železniční zastávka Praha-Rajská zahrada), přes Chlumeckou ulici a zároveň přes samotnou železniční trať, k metru. Lávka byla otevřena v dubnu 2024.

## Fotogalerie

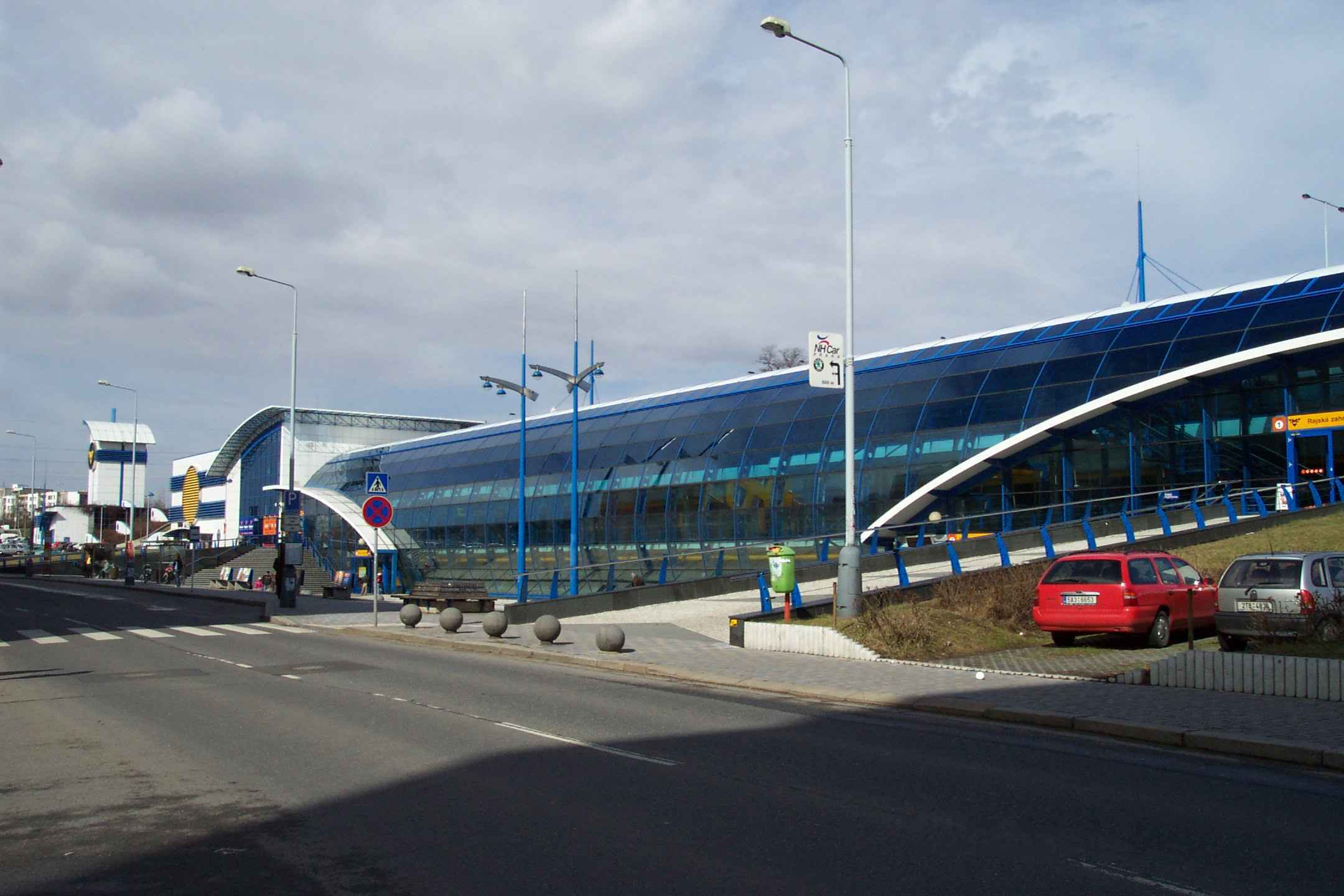
Celkový pohled, vzadu větrací komín
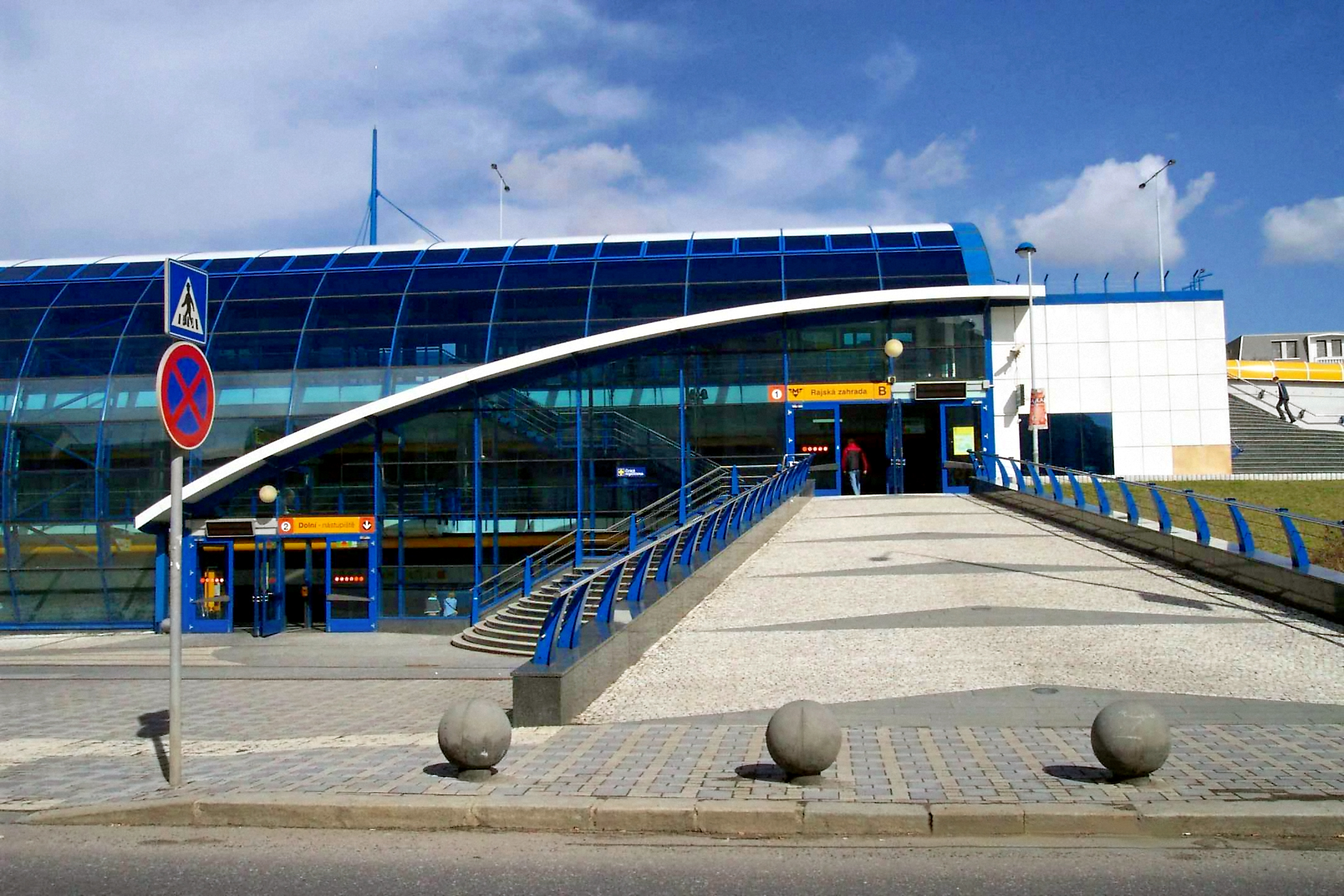
Pravá část stanice, s nájezdní rampou
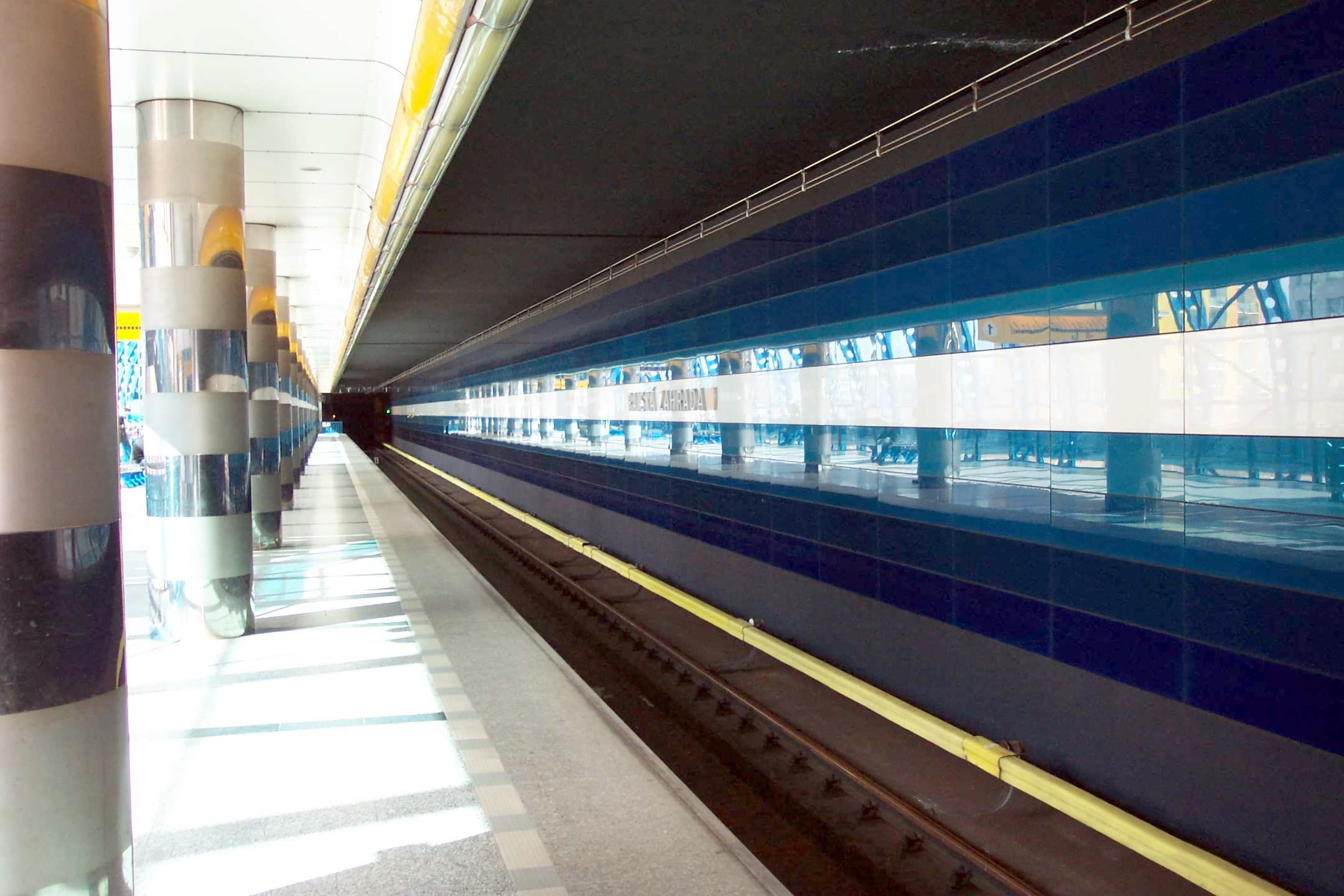
Nástupiště se sloupy, a obklad stěny tunelu
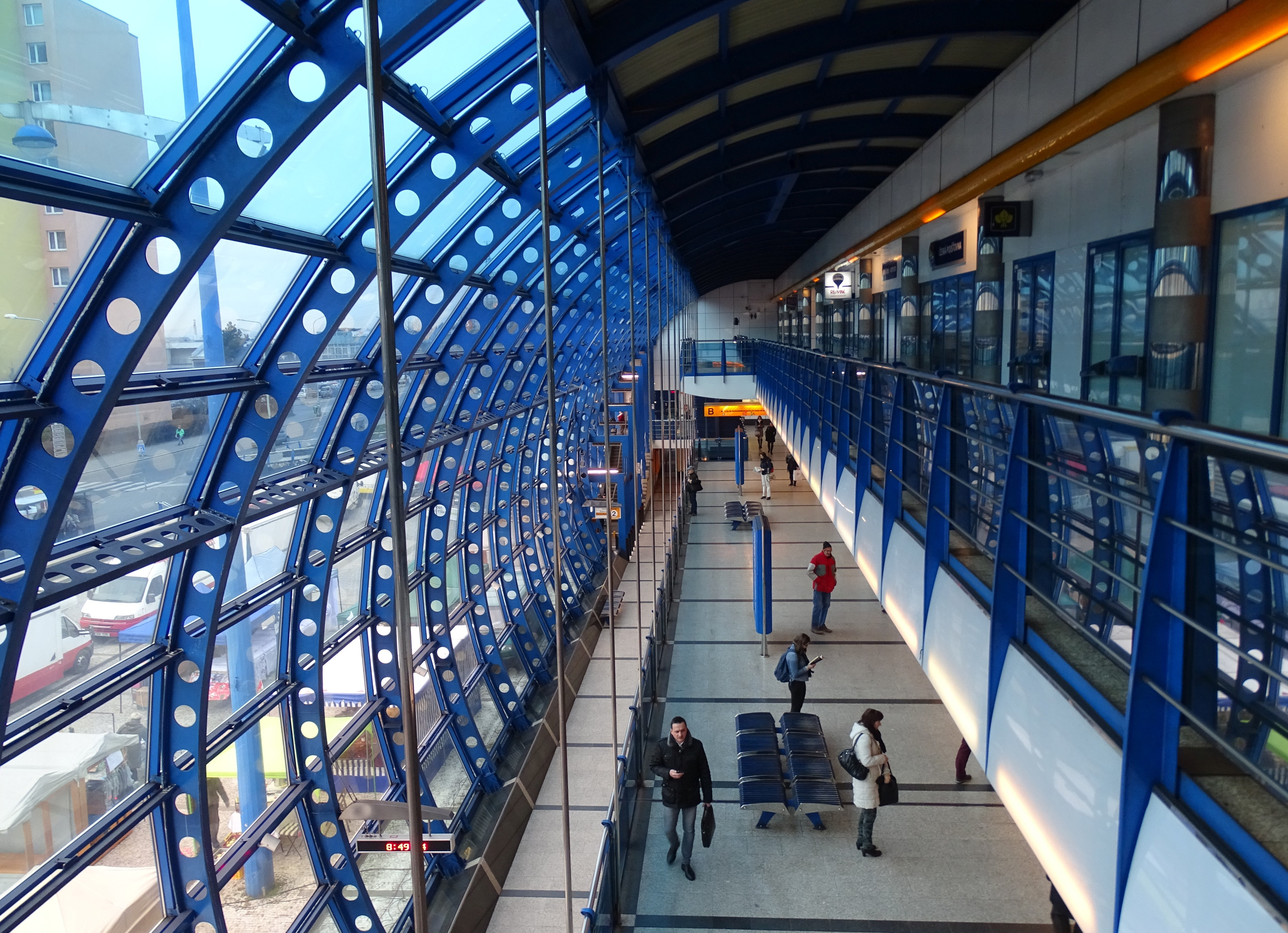
Pohled ze třetího –⁠ obchodního patra
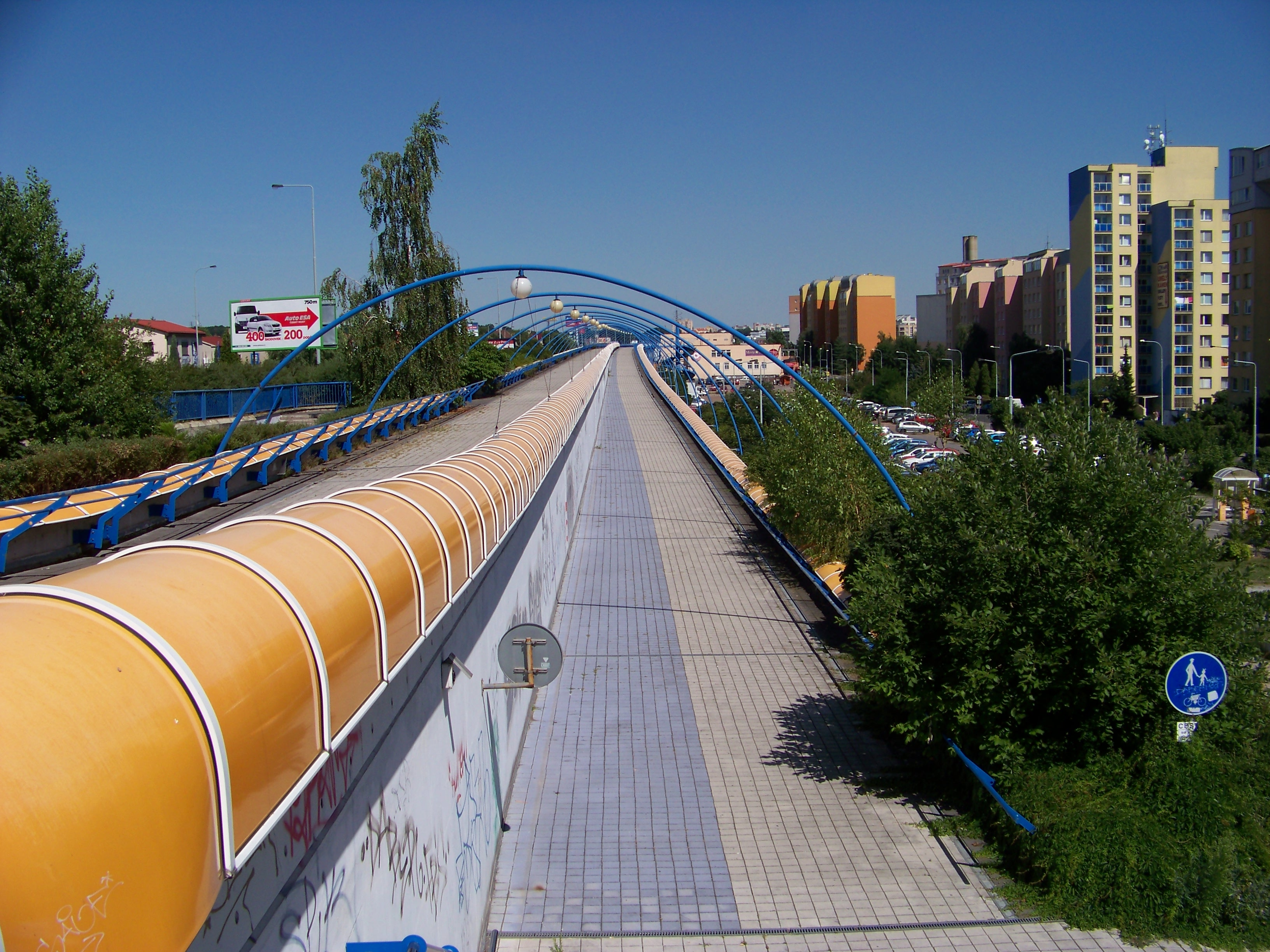
Pochozí tubus pro pěší i cyklisty, do stanice Černý most
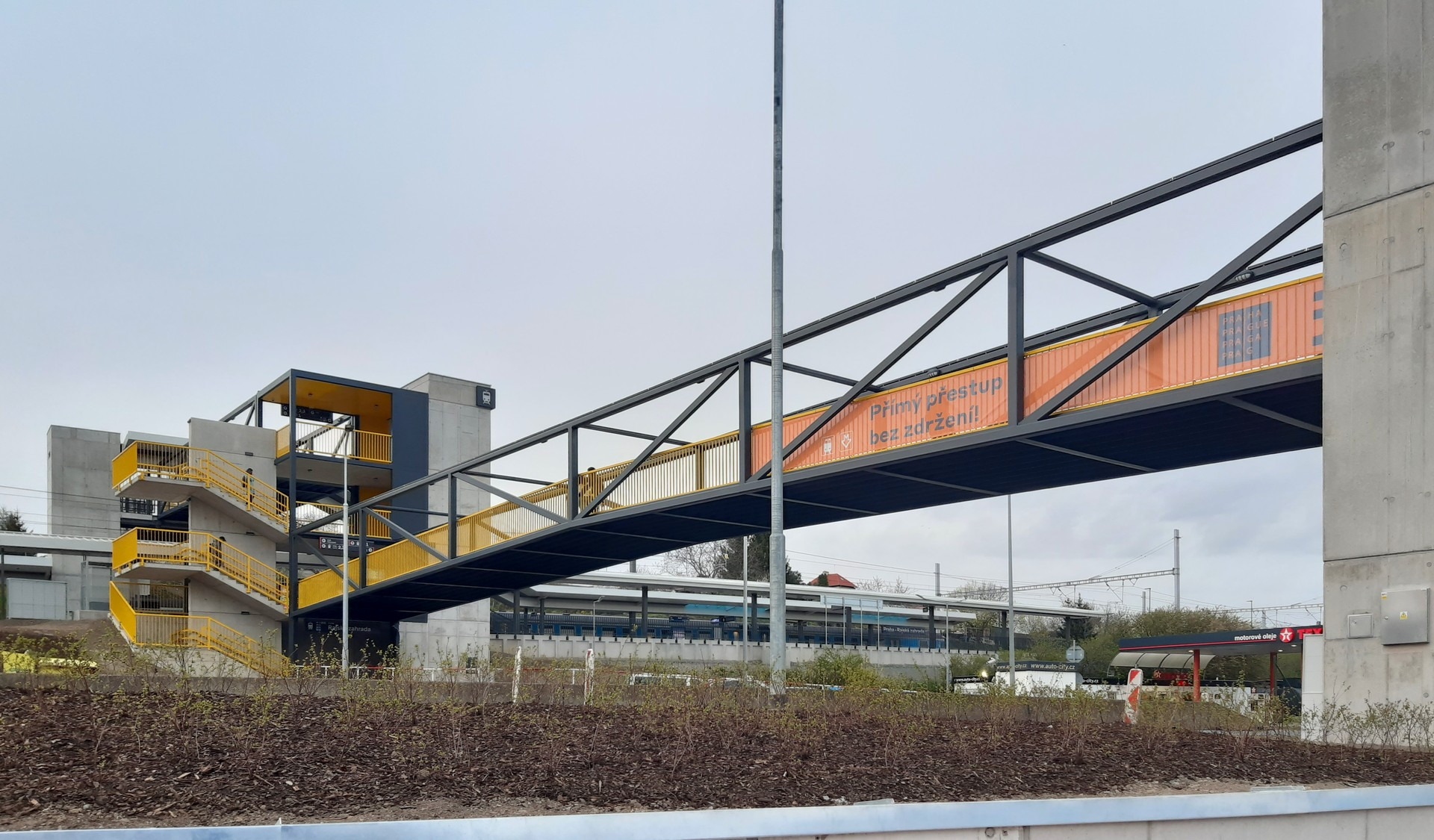
Lávka přes Chlumeckou ulici, spojující stanici metra a železniční zastávku